# مدار پل
مدار پل (انگلیسی: Bridge circuit) یک توپولوژی در مدارهای الکتریکی است، که در آن، دو شاخه از مدار (اغلب موازی) با شاخه سوم از نقطه میانی آن دو، پل می‌شوند. مدار پل برای اندازه‌گیری در آزمایشگاه طرح شده‌بود. مدار پل در اندازه‌گیری دقیق، فیلترها و تبدیل توان کاربرد دارد.

مدار (شماتیک) پل وتستون

پل وتستون، شناخته‌شده‌ترین مدار پل است که ساموئل هانتر آن‌را اختراع کرد و چارلز وتستون آن‌را برای اندازه‌گیری مقاومت نامعلوم به‌کار برد. این مدار، چهار مقاومت دارد، مقدار مقاومت‌های R1 و R3 معلوم، و مقاومت Rx نامعلوم است. برای به‌دست‌آوردن مقاومت نامعلوم، مقاومت متغیر R2 را طوری تغییر می‌دهیم که ولت‌متر VG، صفر ولت نشان دهد. این‌گونه، مقاومت نامعلوم Rx از این رابطه
{\displaystyle R_{x}=(R_{1}/R_{2})\cdot R_{3}}
به‌دست می‌آید.
گونه‌ای دیگر از مدار پل، به نام پل دیودی، برای یک‌سوسازی ولتاژ متناوب به‌کار می‌رود.

## نگارخانه
- پل ویتستون
- Wien bridge
- Maxwell bridge
- پل اچ
- Fontana bridge
- پل دیودی
- پل کلوین
- Lattice bridge
- Bridged T circuit
- پل کری فاستر